# Wellington Rato
Wellington Soares da Silva (Japeri, 18 de junho de 1992), mais conhecido como Wellington Rato, é um futebolista brasileiro que atua como ponta-direita ou meio-campista no Goiás.

## Carreira
Nascido na cidade de Japeri, no estado do Rio de Janeiro, a carreira de Wellington teve início nas categorias de base do Sendas (atualmente Audax) em 2007. Durante esse período, ficou conhecido por ser o irmão mais novo do volante Wallace Rato, e acabou herdando o apelido. Após uma breve passagem pelas categorias de base do Pão de Açúcar, foi promovido à equipe profissional do Audax Rio em 2012. Ao longo de sua carreira, também teve passagens por clubes como Guaratinguetá, Dom Bosco, Red Bull Brasil e Caldense.
No ano de 2018, Wellington Rato conquistou o primeiro título de sua carreira, a Copa do Nordeste, jogando pelo Sampaio Corrêa. Em 2019, defendeu o Joinville, clube onde enfrentou desafios, incluindo atrasos nos salários e questões familiares. Essas circunstâncias o levaram a ponderar sobre a possibilidade de encerrar sua carreira no futebol. No entanto, ao final desse mesmo ano, foi anunciado como reforço do Ferroviário, do Ceará. O jogador obteve êxito em seu novo clube, resultando na prorrogação de seu contrato até o final da temporada. No entanto, em setembro, o contrato foi rescindido devido à sua transferência para o Atlético Goianinense. No clube de Goiás, fez sua estreia em 7 de outubro de 2020, apenas dois dias após sua contratação, em uma derrota por 3–0 para o São Paulo, válida pela Série A do Campeonato Brasileiro. Em 16 de dezembro, contribuiu para a vitória contra o Fluminense ao marcar seu primeiro gol com a camisa do Atlético. Esse gol também representou o primeiro do clube no estádio Antônio Accioly em uma partida da Série A.
Wellington Rato continuou no clube goiano em 2021 e teve um início de ano promissor no campeonato estadual, contribuindo com quatro gols em cinco jogos. Contudo, devido ao seu desempenho, foi emprestado para o V-Varen Nagasaki, do Japão, em uma transferência avaliada em 1,5 milhão de reais. No país asiático, o jogador participou de 23 jogos, marcando sete gols e dando quatro assistências. Ao final da temporada, o clube japonês optou por não exercer a opção de compra, resultando no retorno do jogador ao Atlético Goianiense para o ano de 2022. Destacou-se como um dos jogadores principais do Atlético, encerrando a temporada com 15 gols em 70 jogos, o que despertou o interesse de clubes como Coritiba, Cruzeiro, Fortaleza, São Paulo e Vasco.

### São Paulo
Em 17 de dezembro de 2022, foi anunciada a contratação de Wellington Rato como novo reforço do São Paulo, atendendo ao pedido do então técnico Rogério Ceni. O atleta teve um início promissor e se tornou um dos jogadores mais frequentemente escalados no clube paulista durante o ano de 2023. Destacou-se como um dos principais jogadores na conquista da Copa do Brasil, um feito histórico que marcou o primeiro título do São Paulo nesta competição. Wellington Rato participou de todos os jogos e contribuiu marcando o gol decisivo na classificação contra o Ituano, na terceira fase, e também um dos gols no triunfo sobre o Corinthians, nas semifinais.
Em 2024, Wellington Rato se tornou campeão da Supercopa do Rei, título conquistado após o São Paulo vencer o Palmeiras nos pênaltis, em uma partida realizada em 4 de fevereiro. No dia 16 de outubro, Rato alcançou a marca de 100 jogos pelo clube, atingida na vitória de 3–0 sobre o Vasco da Gama, em partida válida pelo Campeonato Brasileiro. O portal ge fez um levantamento sobre as cobranças de escanteios do São Paulo na temporada de 2024, mostrando que o jogador foi responsável por mais da metade das cobranças que resultaram em gols até o confronto contra o Vasco.
Ao fim da temporada, Rato perdeu o status de titular. No total no ano de 2024, o jogador atuou em 41 jogos, sendo 21 como titular.

### Saída do São Paulo
Em 3 de janeiro de 2025, o [Esporte Clube Vitória|Vitória]] oficializou a contratação de Wellington Rato, após a realização de uma transferência no valor de cinco milhões de reais. O jogador, que havia assinado contrato com o clube baiano até o final de 2027, foi emprestado ao Goiás em 7 de julho de 2025, para disputar a Série B, após ter atuado em 24 partidas e marcado dois gols.

## Títulos
Sampaio Corrêa
- Copa do Nordeste: 2018[39]

Atlético Goianiense
- Campeonato Goiano: 2020[24] e 2022[24]

São Paulo
- Copa do Brasil: 2023[40]
- Supercopa Rei: 2024[41]

### Prêmios individuais
- Seleção da Copa do Brasil: 2023[42]